# Mehran Modiri

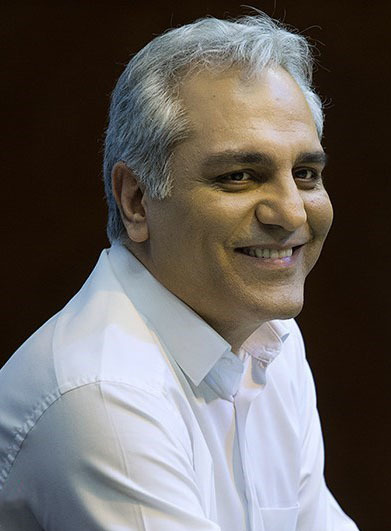
Mehran Modiri (2016)

Mehran Modiri (persisch مهران مدیری; * 7. April 1967) ist ein iranischer Filmregisseur, Filmproduzent, Schauspieler، Sänger und Fernsehmoderator.
In einem Artikel des Magazins Newsweek wurde er 2009 zum 20. mächtigsten Mann im Iran gekürt. Er hat den Hafez Award 9 Mal gewonnen und hat damit den Rekord der meisten Siege unter denen, die den Hafez Awards gewonnen haben. Er wurde auch einige Male beim Internationalen Fajr-Filmfestival nominiert.

## Leben
Mehran Modiri wurde in Teheran geboren. Er ist das letzte Kind einer sechsköpfigen Familie. Mehran Modiri hat zwei Kinder. Mit sechzehn Jahren lernte er das Theater kennen. 1989 trat er ins Radio ein. Danach drehte er als Regisseur und Schauspieler für das iranische Fernsehen Comedy-Serien und wurde berühmt. Er hat in mehreren Filmen mitgespielt und einen Film gedreht. Er arbeitete auch als Fernsehmoderator und Sänger.

## Filmografie (Auswahl)

### Film
- 2013: Tehran 1500
- 2017: 5 afternoon
- 2022: Killing a Traitor

### Fernsehen
- 2005: Barareh Nights
- 2008: Man of Many Faces
- 2010: Bitter Coffee
- 2019: The Monster